# 247553 Berndpauli
247553 Berndpauli è un asteroide della fascia principale. Scoperto nel 2002, presenta un'orbita caratterizzata da un semiasse maggiore pari a 3,9734517 UA e da un'eccentricità di 0,1515084, inclinata di 8,67517° rispetto all'eclittica.